# Plancher-les-Mines
Plancher-les-Mines ist eine französische Gemeinde mit 897 Einwohnern (Stand: 1. Januar 2022) im Département Haute-Saône in der Region Bourgogne-Franche-Comté. Sie gehört zum Arrondissement Lure und ist Mitglied im Gemeindeverband Communauté de communes Rahin et Chérimont. Die Einwohner werden Mainous und Mainouses genannt.

## Geographie
Plancher-les-Mines liegt auf einer Höhe von 496 m über dem Meeresspiegel, etwa 17 Kilometer nordnordwestlich der Stadt Belfort (Luftlinie). Das Dorf erstreckt sich im äußersten Osten des Departements, in der Talmulde des Rahin, in den Südvogesen zwischen den Höhen von Belfahy im Westen und der Planche des Belles Filles im Osten.
Die Fläche des 25,59 km² großen Gemeindegebiets umfasst einen Abschnitt der Landschaft in den Südvogesen. Der Hauptteil des Gebietes wird vom Tal des Rahin eingenommen, das zunächst tief in die Vogesenkämme eingeschnitten ist und sich erst bei Plancher-les-Mines zu öffnen beginnt. Auf seinem Lauf nimmt der Rahin die Bäche Gouttes des Saules, Ruisseau du Rossely, Grande Goutte und Goutte des Verrues auf, deren Tälchen als Erosionsrinnen die Hänge untergliedern. Der Rahin sorgt für die Entwässerung zum Ognon. Der gesamte obere Teil des Tales ist bewaldet.
Die Gemeindegrenze verläuft beidseits des Rahin-Tals auf den Kämmen, die vom Ballon d’Alsace nach Südwesten ausgreifen. Westlich des Rahin befinden sich die Höhen von Le Ballon (1057 m) und Plateau de Bravouge (1182 m), östlich davon der Mont Médard (827 m), Planche des Belles Filles (1148 m) und Ballon de Saint-Antoine (1140 m). Im Norden bilden die Tête de la Grande Goutte (1114 m) und der Ballon de Servance, auf dem mit 1215 m die höchste Erhebung von Plancher-les-Mines erreicht wird, die Wasserscheide zwischen Rahin (Einzugsgebiet der Rhône) und Mosel (Einzugsgebiet des Rheins).
In geologisch-tektonischer Hinsicht ist das Tal des Rahin mit Alluvionen des Tertiärs und Quartärs gefüllt. Die Höhen der Südvogesen sind überwiegend aus kristallinem Grundgestein aufgebaut. An mehreren Orten der steilen Hänge treten Felsvorsprünge auf, darunter die Roches des Fées und die Rochers du Laurier. Das gesamte Gemeindegebiet gehört zum Regionalen Naturpark Ballons des Vosges.
Zu Plancher-les-Mines gehört die Siedlung Les Roches (550 m) leicht erhöht am östlichen Talrand des Rahin. Nachbargemeinden von Plancher-les-Mines sind Servance-Miellin mit der Commune déléguée Miellin, Haut-du-Them-Château-Lambert und Saint-Maurice-sur-Moselle im Norden, Lepuix und Auxelles-Haut im Osten, Plancher-Bas im Süden sowie Fresse, Servance und Belfahy im Westen.

## Geschichte
Der Ortsname leitet sich vom französischen Wort planche ab, das auf Deutsch mit Brett, Planke, in der Bedeutung von kleiner Holzsteg (über einen Wasserlauf) zu übersetzen ist. Im Mittelalter gehörte Plancher-les-Mines zur Freigrafschaft Burgund und darin zum Gebiet des Bailliage d’Amont. Die lokale Herrschaft hatten das Kloster Lure, das hier ausgedehnte Wälder besaß, und die Herrschaft Passavant (Champagney) inne. Im Tal des Rahin befand sich das ehemalige Priorat Saint-Antoine-des-Froides-Montagnes. Zusammen mit der Franche-Comté gelangte der Ort mit dem Frieden von Nimwegen 1678 definitiv an Frankreich.
Lange Zeit war Plancher-les-Mines ein Ortsteil von Plancher-Bas und hieß damals Plancher-Haut, bevor es im 17. Jahrhundert zur eigenständigen Gemeinde erhoben wurde. Bereits 1458 ist der Abbau von hochqualitativem Silbererz belegt. Der Bergbau auf Silber, Eisen, Molybdän und Blei bestimmte im 17. und 18. Jahrhundert das wirtschaftliche Leben des Ortes. Daneben waren zwei Glashütten und metallverarbeitende Industrie von Bedeutung. Entlang dem Rahin ließ sich Gewerbe nieder, das von der Wasserkraft abhängig war (Mühlen, Sägereien und Gerbereien). Heute ist Plancher-les-Mines Mitglied des neun Ortschaften umfassenden Gemeindeverbandes Communauté de communes Rahin et Cherimont.

## Sehenswürdigkeiten

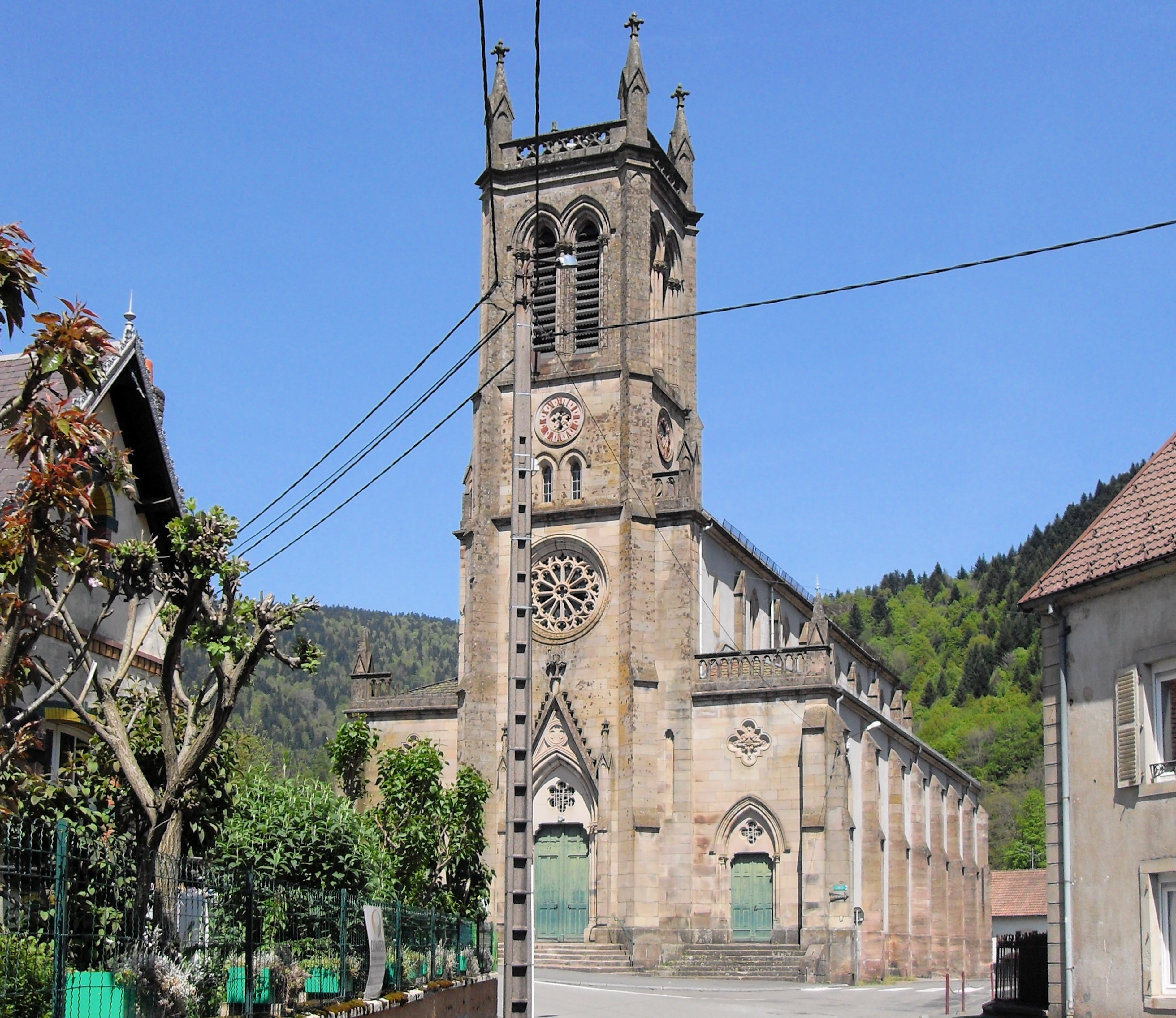
Kirche St. Nikolaus

Die Kirche St. Nikolaus in Plancher-les-Mines wurde im 19. Jahrhundert im Stil der Neugotik erbaut. Sie beherbergt in der Sakristei ein Ziborium aus Silber (18. Jahrhundert). Aus dem 19. Jahrhundert stammt die Kapelle Saint-Antoine im Tal des Rahin. Das Musée de la Fête foraine zeigt eine Ausstellung über Jahrmarktsgegenstände (darunter traditionelle Karussell-Modelle), Postkarten und Spieldosen. Zahlreiche Gebäude stammen aus der zweiten Hälfte des 19. Jahrhunderts und der Zeit kurz nach 1900, der Blütezeit des Industriestandortes.

## Bevölkerung
| Jahr                       | 1962 | 1968 | 1975 | 1982 | 1990 | 1999 | 2006 | 2019 |
| Einwohner                  | 1715 | 1584 | 1452 | 1414 | 1178 | 1064 | 1086 | 960  |
| Quellen: Cassini und INSEE |      |      |      |      |      |      |      |      |

Mit 897 Einwohnern (1. Januar 2022) gehört Plancher-les-Mines zu den mittelgroßen Gemeinden des Départements Haute-Saône. Den bisherigen Höchststand bezüglich der Einwohnerzahl erreichte Plancher-les-Mines im Jahr 1911 mit 2843 Personen. Während des gesamten 20. Jahrhunderts wurde ein Bevölkerungsrückgang verzeichnet.

## Wirtschaft und Infrastruktur
Das wirtschaftliche Leben von Plancher-les-Mines war schon früh durch den Bergbau, Glashütten und metallverarbeitende Industrie geprägt. Dank der ausgedehnten Wälder hat auch die Forstwirtschaft eine gewisse Bedeutung. Heute gibt es in Plancher-les-Mines zahlreiche Betriebe des Klein- und Mittelgewerbes. Zu den wichtigen Branchen zählen Metallverarbeitung (Gießerei Serero), Feinmechanik und Holzverarbeitung. In den letzten Jahrzehnten hat sich das Dorf auch zu einer Wohngemeinde gewandelt. Viele Erwerbstätige sind deshalb Wegpendler, die in der Agglomeration Belfort-Montbéliard ihrer Arbeit nachgehen.
Die Ortschaft liegt abseits der größeren Durchgangsachsen. Die Hauptzufahrt erfolgt von Plancher-Bas durch das Tal des Rahin. Eine weitere Straßenverbindung besteht mit Mélisey.